# شون نواك
شون نواك (6 يناير 1987 في جنوب أفريقيا - ) (بالإنجليزية: Sean Nowak)‏ هو لاعب كريكت جنوب أفريقي. لعب مع نادي الشماليين للكريكت ‏.

## وصلات خارجية
- شون نواك على موقع إي آس بي آن كريك إنفو (الإنجليزية)